# Cis mimus
Cis mimus är en skalbaggsart som beskrevs av Perkins 1900. Cis mimus ingår i släktet Cis och familjen trädsvampborrare. Inga underarter finns listade i Catalogue of Life.